# (37693) 1995 VQ1
1995 VQ1 (asteroide 37693) é um asteroide da cintura principal. Possui uma excentricidade de 0.10810460 e uma inclinação de 14.22365º.
Este asteroide foi descoberto no dia 15 de novembro de 1995 por Kin Endate e Kazuro Watanabe em Kitami.